# Antimitra
Antimitra é um gênero de gastrópodes pertencente a família Colubrariidae.

## Espécies
- Antimitra lirata (Adams A., 1865)[2]

Espécies trazidas para a sinonímia
- Antimitra aegrota (Reeve, 1845):[3] sinônimo de Metula aegrota (Reeve, 1845)
- Antimitra crenulata (Pease, 1868):[4] sinônimo de Otitoma cyclophora (Deshayes, 1863)
- Antimitra hewitti Tomlin, 1921: sinônimo de Mitromorpha hewitti (Tomlin, 1921)
- Antimitra striolata Turton W. H., 1932: sinônimo de Mitromorpha striolata (Turton W. H., 1932)